# Tổ đội "1 không 2" (mùa 1)
Mùa đầu tiên của chương trình Tổ đội "1 không 2" do Đài Truyền hình Thành phố Hồ Chí Minh và công ty Đông Tây Promotion phối hợp thực hiện, được phát sóng trên kênh HTV7 và ứng dụng VieON với các thành viên chính là Huỳnh Uyển Ân, Thúy Ngân, Lê Dương Bảo Lâm, Song Luân, Võ Tấn Phát và Quang Hùng MasterD. Chương trình được phát sóng từ ngày 16 tháng 2 năm 2025.

## Thành viên chính
Sau đây là các thành viên chính của mùa này.
| STT | Tên                | Tên thật           | Ngày sinh và tuổi | Nghề nghiệp          | Biệt danh  | Số báo danh |
| --- | ------------------ | ------------------ | ----------------- | -------------------- | ---------- | ----------- |
| 1   | Quang Hùng MasterD | Lê Quang Hùng      | 7 tháng 10, 1997  | Ca sĩ                | Tổng tài   | 001         |
| 2   | Uyển Ân            | Huỳnh Uyển Ân      | 15 tháng 2, 1999  | Diễn viên            | Bé út      | 002         |
| 3   | Song Luân          | Nguyễn Trường Sinh | 17 tháng 9, 1991  | Ca sĩ, Diễn viên     | Anh Sinh   | 003         |
| 4   | Võ Tấn Phát        | Võ Tấn Phát        | 27 tháng 7, 1995  | Diễn viên, MC        | Bảo bối    | 004         |
| 5   | Lê Dương Bảo Lâm   | Lê Dương Bảo Lâm   | 11 tháng 7, 1989  | Ca sĩ, Diễn viên, MC | Long vương | 005         |
| 6   | Thúy Ngân          | Lê Huỳnh Thúy Ngân | 5 tháng 4, 1991   | Diễn viên            | Chị Ba     | 006         |

## Danh sách tập
| Cuộc đua | Tập | Ngày phát sóng                            | Chủ đề                         | Khách mời                                 | Đội | Đội | Kết quả | Chú thích                            |
| -------- | --- | ----------------------------------------- | ------------------------------ | ----------------------------------------- | --- | --- | ------- | ------------------------------------ |
| 1        | 1–2 | 16 tháng 2 năm 2025 – 23 tháng 2 năm 2025 | Cuộc sống chỉ được dùng màu đỏ | Rhyder, JSOL, Kiều Minh Tuấn              |     |     |         |                                      |
| 2        | 3–4 | 2 tháng 3 năm 2025 – 9 tháng 3 năm 2025   | Cuộc sống to to nhỏ nhỏ        | Pháp Kiều, Nicky                          |     |     |         | Cuộc đua đầu tiên chỉ có 2 khách mời |
| 3        | 5–6 | 16 tháng 3 năm 2025 – 23 tháng 3 năm 2025 | Cuộc sống không thể tách rời   | Huỳnh Lập, Tiêu Minh Phụng, Phương Mỹ Chi |     |     |         |                                      |
| 4        | 7   | 30 tháng 3 năm 2025                       | Cuộc sống tiết kiệm nước       | Quốc Anh                                  |     |     |         | Cuộc đua đầu tiên chỉ có 1 khách mời |
| 5        | 8–  | 6 tháng 4 năm 2025                        | Cuộc sống hỗ trợ lẫn nhau      | Captain Boy, OgeNus                       |     |     |         |                                      |